# 2,2,5,5-Tetrametiltetrahidrofuran
U hemiji, 2,2,5,5-tetrametiltetrahidrofuran ili 2,2,5,5-tetrametiloksolan je heterociklično jedinjenje sa formulom C
8H
16O, ili . Ono se može smatrati derivatom tetrahidrofurana (oksolana) sa dve metil grupe koje zamenjuju atome vodonika na svakom atomu ugljenika u prstenu koji su susedni kiseoniku. Ovo jedinjenje se isto tako može smatrati cikličnim etrom 2,5-dimetilheksana, izomera oktana. Ono se ponekad označava skraćenicama TMTHF ili Me4THF. 
Ovo jedinjenje se ponekad koristi kao polarni aprotički rastvarač u hemijskim istraživanjima i kao reagens u hemijskoj sintezi.